# Dzieła Sigmunda Freuda
Dzieła Sigmunda Freuda – całokształt twórczości pisarskiej twórcy psychoanalizy. Dwie najbardziej znane edycje dzieł wszystkich Freuda, będące podstawą do przekładów na inne języki to:
- Gesammelte Werke
- Standard Edition – wydane w latach 1943–1974 w Londynie przez Jamesa Stracheya, Alice Strachey i Annę Freud, składa się z 24 tomów.

Poniżej przedstawiona jest lista dzieł Sigmunda Freuda, wraz z odnośnikami do tłumaczeń na język polski.
- Eine neue Methode zum Studium des Faserverlaufs im Centralnervensystem, 1884. Nowa metoda badania przebiegu włókien nerwowych w ośrodkowym układzie nerwowym.
- Die Structur der Elemente des Nervensystems, 1884. Struktura elementów układu nerwowego.
- Über die Berechtigung, von der Neurasthenie einen bestimmten Symptomenkomplekx als „Angstneurose” abzutrennen, 1895 [1894]. O słuszności postępowania polegającego na wyodrębnieniu z neurastenii kompleksu symptomów jako „nerwicy lęku”.
- Zur Kenntniss der Olivenzwischenschicht, 1885. Badania nad warstwą międzyoliwkową.
- Beitrag zur Kenntniss der Cocawirkung, 1885. Przyczynek do wiedzy na temat działania koki.
- Akute multiple Neuritis der spinalen und Hirnnerven, 1886. Ostre zapalenie nerwów rdzeniowych i czaszkowych.
- Aphasie, 1888. Afazja.
- Psychische Behandlung (Seelenbehandlung), 1890. Terapia psychiczna (terapia duszy).
- Hypnose, 1891. Hipnoza.
- Ein Fall von hypnotischer Heilung nebst Bemerkungen über die Entstehung hysterischer Symptome durch „Gegenwillen”, 1892-1893. Przypadek wyleczenia hipnozą razem z uwagami o powstawaniu symptomów histerycznych przez „opór”.
- Über den psychischen Mechanismus hysterischer Phänomene, 1893. O psychicznym mechanizmie zjawisk histerycznych.
- Zur Psychotherapie der Hysterie (fragment Studien über Hysterie), 1895. W kwestii terapii histerii.
- Die Sexualität in der Ätiologie der Neurosen, 1898. Seksualność w etiologii nerwic.
- Die Traumdeutung, 1900. Objaśnianie marzeń sennych (Dzieła, t. I).
- Zur Psychopathologie des Alltagslebens (Über Vergessen, Versprechen, Vergreifen, Aberglaube und Irrtum), 1901. Psychopatologia życia codziennego. O zapominaniu.
- Die Freudsche psychoanalytische Methode, 1904 (1903). Freudowska metoda psychoanalityczna.
- Bruchstück einer Hysterie-Analyse, 1905 [1901]. Fragment analizy pewnej histerii.
- Drei Abhandlungen zur Sexualtheorie, 1905. Trzy rozprawy z teorii seksualnej (tekst integralny).
- Der Witz und seine Beziehung zum Unbewussten, 1905. Dowcip i jego stosunek do nieświadomości.
- Über Psychotherapie, 1905 (1904). O psychoterapii.
- Zur Ätiologie der Hysterie, 1905 [1901]. W kwestii etiologii histerii.
- Meine Ansichten über die Rolle der Sexualität in der Ätiologie der Neurosen, 1906 [1905]. Moje poglądy na temat roli seksualności w etiologii nerwic.
- Zur sexuellen Aufklärung der Kinder. Offener Brief an Dr. M. Fürst, 1907. W kwestii oświecenia seksualnego dzieci (List otwarty do dr. M. Fürsta).
- Der Dichter und das Phantasieren, 1908. Poeta i fantazjowanie.
- Charakter und Analerotik, 1908. Charakter a erotyka analna.
- Die „kulturelle” Sexualmoral und die moderne Nervosität, 1908. „Kulturowa” moralność seksualna a współczesna nerwowość.
- Hysterische Phantasien und ihre Beziehung zur Bisexualität, 1908. Fantazje histeryczne i ich związek z biseksualnością.
- Über infantile Sexualtheorien, 1908. O dziecięcych teoriach seksualnych.
- Zwangshandlungen und Religionsübungen, 1908 [1907]. Czynności natrętne a praktyki religijne.
- Allgemeines über den hysterischen Anfall, 1909 [1908]. Ogólne uwagi o ataku histerycznym.
- Analyse der Phobie eines fünfjährigen Knaben, 1909. Analiza fobii pięcioletniego chłopca.
- Bemerkungen über einen Fall von Zwangsneurose, 1909. Uwagi o pewnym przypadku nerwicy natręctw.
- Der Familienroman der Neurotiker, 1909 [1908]. Romans rodzinny neurotyków.
- Die psychogene Sehstörung in psychoanalytischer Auffasung, 1910. Psychogenne zaburzenie wzroku w ujęciu psychoanalitycznym.
- Die zukünftigen Chancen der psychoanalytischen Therapie. Przyszłe szanse terapii psychoanalitycznej.
- Eine Kindheitserinnerung des Leonardo da Vinci, 1910. Leonarda da Vinci wspomnienie z dzieciństwa.
- Über den Gegensinn der Urworte, 1910. O przeciwnym sensie prasłów.
- Über einen besonderen Typus der Objektwahl beim Manne, 1910. O szczególnym typie wyboru obiektu u mężczyzny.
- Über Psychoanalyse, 1910. O psychoanalizie pięć odczytów wygłoszonych na uroczystość jubileuszu założenia Clark University.
- Über „wilde” Psychoanalyse, 1910. O „dzikiej” psychoanalizie.
- Die Handhabung der Traumdeutung in der Psychoanalyse, „Zentralblatt für Psychoanalyse”. Praktykowanie objaśniania marzeń sennych w psychoanalizie.
- Formulierungen über die zwei Prinzipien des psychischen Geschehens, 1911. Uwagi na temat dwóch zasad procesu psychicznego.
- Psychoanalytische Bemerkungen über einen autobiographisch beschriebenen Fall von Paranoia (Dementia paranoides), 1911 (1910). Psychoanalityczne uwagi o autobiograficznie opisanym przypadku paranoi (dementia paranoides).
- Einige Bemerkungen über den Begriff des Unbewussten in der Psychoanalyse, 1912. Kilka uwag o pojęciu nieświadomości w psychoanalizie.
- Über die allgemeinste Erniedrigung des Liebeslebens, 1912. O najpowszechniejszym poniżeniu życia miłosnego.
- Über neurotische Erkrankungstypen, 1912. O typach schorzeń neurotycznych.
- Zur Dynamik der Übertragung, 1912. W kwestii dynamiki przeniesienia.
- Die Disposition zur Zwangsneurose (Ein Beitrag zum Problem der Neurosenwahl), 1913. Dyspozycja do nerwicy natręctw (przyczynek do problemu wyboru nerwicy).
- Ratschläge für den Arzt bei der psychoanalytischen Behandlung, 1912. Rady dla lekarza prowadzącego terapię analityczną.
- Totem und Tabu. Einige Übereinstimmungen im Seelenleben der Wilden und der Neurotiker, 1912-1913. Totem i tabu. Kilka zgodności w życiu psychicznym dzikich i neurotyków
- Weitere Ratschläge zur Technik der Psychoanalyse: Erinnern, Wiederholen, Durcharbeiten, 1913-1915. Przypominanie, powtarzanie, przepracowywanie (dalsze rady w kwestii techniki psychoanalizy II)
- Einige Bemerkungen über den Begriff des Unbewussten in der Psychoanalyse, 1913. Kilka uwag na temat pojęcia nieświadomości w psychoanalizie.
- Zur Einleitung der Behandlung (Weitere Ratschläge zur Technik der Psychoanalyse, I), 1913. W kwestii wprowadzenia do terapii.
- Zwei Kinderlügen, 1913. Dwa kłamstwa dziecięce.
- Über fausse reconnaissance („déjé raconté”) während der psychoanalytischen Arbeit, 1914. O fausse reconnaissance („déjé raconté”) podczas pracy analitycznej.
- Weitere Ratschläge zur Technik der Psychoanalyse: Erinnern, Wiederholen, Durcharbeiten, 1914. Przypominanie, powtarzanie i przepracowywanie.
- Zur Einführung des Narzissmus, 1914. W kwestii wprowadzenia narcyzmu.
- Zur Psychologie des Gymnasiasten, 1914. W kwestii psychologii gimnazjalisty.
- Die Verdrängung, 1915. Wyparcie.
- Mitteilung eines der psychoanalytischen Theorie widersprechenden Falles von Paranoia, 1915. Komunikat o przypadku paranoi sprzecznym z teorią psychoanalityczną.
- Triebe und Triebschicksale, 1915. Popędy i ich losy.
- Zeitgemässes über Krieg und Tod, 1915. Aktualne uwagi o wojnie i śmierci.
- Mythologische Paralelle zu einer plastischen Zwangsvorstellung, 1916. Mitologiczna paralela do pewnego wyobrażenia natrętnego.
- Metapsychologische Ergänzung zur Traumlehre, 1917 [1916]. Metapsychologiczne uzupełnienie teorii marzeń sennych.
- Trauer und Melancholie, 1917. Żałoba i melancholia.
- Über Triebsumsetzungen, insbesondere der Analerotik, 1917. O urzeczywistnieniach popędów, zwłaszcza erotyki analnej.
- Vorlesungen zur Einführung in die Psychoanalyse, 1917. Pt. Wstęp do psychoanalizy.
- Aus der Geschichte einer infantilen Neurose, 1918 [1914]. Z historii nerwicy dziecięcej.
- Das Tabu der Virginität, 1918. Tabu dziewictwa.
- Das Unheimliche, 1919. Niesamowite.
- Wege der psychoanalytischen Therapie, 1919. Drogi terapii psychoanalitycznej.
- Jenseits des Lustprinzips, 1920. Poza zasadą rozkoszy.
- Über die Psychogenese eines Falles von weiblicher Homosexualität, 1920. O psychogenezie pewnego przypadku żeńskiego homoseksualizmu.
- Massenpsychologie und Ich-Analyse, 1921. Psychologia zbiorowości i analiza „ja”.
- Über einige neurotische Mechanismen bei Eifersucht, Paranoia und Homosexualität, 1922 [1921]. O niektórych mechanizmach nerwicowych w wypadku zazdrości, paranoi i homoseksualizmu.
- Bemerkungen zur Theorie und Praxis der Traumdeutung, 1923. Uwagi na temat teorii i praktyki objaśniania marzeń sennych.
- Das Ich und das Es, 1923. „Ja” i „to”.
- Die infantile Genitalorganisation (Eine Einschaltung in die Sexualtheorie), 1923. Dziecięca organizacja genitalna (Wprowadzenie do teorii seksualnej).
- Eine Teufelsneurose im siebzehnten Jahrhundert, 1923 [1922]. Nerwica diaboliczna w XVII wieku.
- Das ökonomische Problem des Masochismus, 1924. Ekonomiczny problem masochizmu.
- Der Realitätsverlust bei Neurose und Psychose, 1924. Utrata rzeczywistości w wypadku nerwicy i psychozy.
- Der Untergang des Ödipuskomplexes, 1924. Upadek kompleksu Edypa.
- Neurose und Psychose, 1924. Nerwica i psychoza.
- Die Verneinung, 1925. Zaprzeczenie.
- Einige psychische Folgen des anatomischen Geschlechtsunterschieds, 1925. Kilka psychicznych skutków anatomicznej różnicy płci.
- Ma vie et la psychoanalyse, 1925. Moje życie i psychoanaliza.
- Notiz über den „Wunderblock”, 1925. Notatka o „cudownej tabliczce”.
- Die Frage der Laienanalyse. Unterredungen mit einem Unparteiischen, 1926. Kwestia analizy laików. Rozmowy z bezstronnym.
- Hemmung, Symptom und Angst, 1926 [1925]. Zahamowanie, symptom i lęk.
- Der Humor, 1927. Humor.
- Die Zukunft einer Illusion, 1927. Przyszłość pewnego złudzenia.
- Fetischismus, 1927. Fetyszyzm.
- Dostojewski und die Vatertötung, 1928. Dostojewski i ojcobójstwo.
- Das Unbehagen in der Kultur, 1930. Dyskomfort w kulturze.
- Über die libidinöse Typen, 1931. O typach libidalnych.
- Über die weibliche Sexualität, 1931. O seksualności kobiecej.
- Zur Gewinnung des Feuers, 1932. W kwestii zdobycia ognia.
- Vorlesungen zur Einführung in die Psychoanalyse. Neue Folge, 1933. Wykłady ze wstępu do psychoanalizy. Nowy cykl.
- Warum Krieg?, 1933. Dlaczego wojna?.
- Brief an Romain Rolland (Eine Erinnerungsstörung auf der Akropolis), 1936. List do Romain Rollanda (Zaburzenie pamięci na Akropolu).
- Die endliche und unendliche Analyse, 1937. Analiza skończona i nieskończona.
- Konstruktionen in der Analyse, 1937. Konstrukcje w analizie.
- Abriss einer Psychoanalyse, 1938 [1940]. Zarys psychoanalizy.
- Der Mann Moses und die monotheistische Religion, 1939. Człowiek imieniem Mojżesz a religia monoteistyczna (tekst integralny).
- Die Ichspaltung im Abwehrvorgang, 1940. Rozszczepienie „ja” w procesie odparcia.
- Die psychoanalytische Technik, 1940 (1938). Technika psychoanalityczna.